# Парламентські вибори у Греції 2009

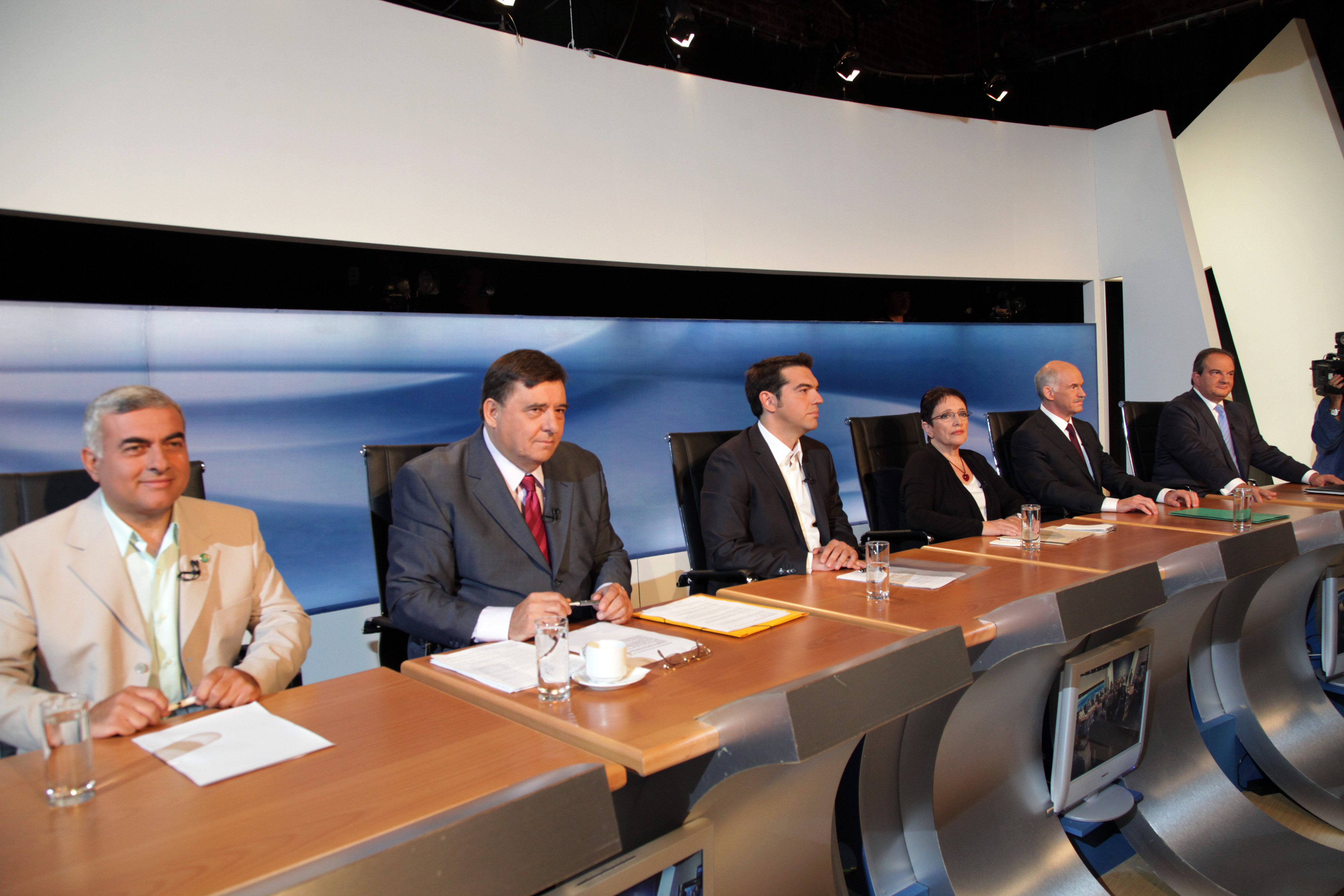
Теледепати лідерів політичних партій 21 вересня 2009 року (зліва направо): Нікос Хризогелос (OP), Георгіос Каратзаферіс (LAOS), Алексіс Ципрас (SYRΙΖΑ), Алека Папаріга (KKE), Георгіос Папандреу, (ПАСОК), Костас Караманліс (НД)

Парламентські вибори в Греції 2009 — дострокові вибори в Грецький парламент, що відбулись 4 жовтня 2009 року. Чергові вибори мали б відбутись лише у вересні 2010 року.
2 вересня 2009 року прем'єр-міністр Греції Костас Караманліс звернувся із запитом до Президента Каролоса Папульяса щодо розпуску Грецького парламенту та призначення нових дострокових виборів. На думку Караманліса, це має допомогти прийняти низку заходів, або подолати економічний спад. У той час, як інші європейські держави уже подолали наслідки глобальної кризи, грецька економіка все ще перебуває у стані рецесії. Нині у Греції стрімко росте безробіття, а державний борг є другим за величиною у Єврозоні і має перевищити річний ВВП. Парламент був розпущений, а нові вибори призначені на 4 жовтня 2009 року.

## Дані екзит-полу
Перші результати екзит-полу, що проводився спільно із соціологами Alco, GPO, MARC, Metron Analysis, MRB, Opinion та RASS були оприлюднені о 19 годині 4 жовтня 2009 року:
| Екзит-пол          | 4 жовтня 2009 року | Нова демократія | ПАСОК     | Комуністична партія Греції | Ліво-радикальна коаліція | Народний православний заклик | Партія зелених | Інші партії |
| Відсоток голосів   | 19 година          | 34.3-37.3       | 41.0-44.0 | 7.3-8.3                    | 3.9-4.9                  | 5.0-6.0                      | 2.0-3.0        | -           |
| Місця у парламенті | 19 година          | 94-100          | 151—159   | 20-22                      | 11-13                    | 14-16                        | 0              | -           |
| ------------------ | ------------------ | --------------- | --------- | -------------------------- | ------------------------ | ---------------------------- | -------------- | ----------- |

О 20:50 4 жовтня 2009 року були оприлюднені переглянуті результати, допустима похибка менше 0.5 %:
| Екзит-пол          | 4 жовтня 2009 року | Нова демократія | ПАСОК | Комуністична партія Греції | Ліво-радикальна коаліція | Народний православний заклик | Партія зелених | Інші партії |
| Відсоток голосів   | 20:50              | 33.9            | 43.8  | 7.6                        | 4.5                      | 5.6                          | 2.5            | -           |
| Місця у парламенті | 20:50              | 92              | 160   | 21                         | 12                       | 15                           | 0              | -           |
| ------------------ | ------------------ | --------------- | ----- | -------------------------- | ------------------------ | ---------------------------- | -------------- | ----------- |

## Результати виборів
Джерело: Грецька статистична служба 
| Політична партія | Політична партія                            | Кількість голосів | %     | +/-   | Кількість мандатів | +/- |
| ---------------- | ------------------------------------------- | ----------------- | ----- | ----- | ------------------ | --- |
|                  | Загальногрецький соціалістичний рух (ПАСОК) | 2,993,375         | 43.94 | +5.82 | 160                | +58 |
|                  | Нова демократія (НД)                        | 2,281,693         | 33.49 | −8.38 | 91                 | -60 |
|                  | Комуністична партія Греції (KKE)            | 513,247           | 7.53  | −0.61 | 21                 | -1  |
|                  | Народний православний заклик (LAOS)         | 383,128           | 5.62  | +1.83 | 15                 | +5  |
|                  | Ліво-радикальна коаліція (SYRΙΖΑ)           | 312,869           | 4.59  | −0.44 | 13                 | -1  |
|                  | Партія зелених (OP)                         | 171,943           | 2.52  | +1.48 | 0                  | —   |
|                  | Інші партії                                 |                   |       |       |                    |     |
|                  | Всього                                      |                   | 100 % | -     | 300                | -   |

## Виноски
1. ↑  Greece PM confirms election date. Архів оригіналу за 30 вересня 2009. Процитовано 3 жовтня 2009.
2. ↑  В Греции состоятся досрочные парламентские выборы. Архів оригіналу за 10 вересня 2009. Процитовано 4 жовтня 2009.
3. ↑  Прем’єр-міністр Греції оголосив дострокові парламентські вибори. Архів оригіналу за 4 березня 2016. Процитовано 27 жовтня 2010.
4. ↑  Парламентские выборы в Греции. Архів оригіналу за 7 жовтня 2009. Процитовано 4 жовтня 2009.
5. ↑  На выборах в Греции победили социалисты. Архів оригіналу за 5 жовтня 2009. Процитовано 4 жовтня 2009.
6. ↑  На парламентских выборах в Греции лидирует оппозиция. Архів оригіналу за 12 жовтня 2009. Процитовано 4 жовтня 2009.
7. ↑  [Архівовано 5 грудня 2010 у Wayback Machine.] Результати дострокових парламентських виборів — Грецька статистична служба